# Hrádecká bahna
Hrádecká bahna este o arie protejată (arie specială de conservare — SAC, sit de importanță comunitară — SCI) din Republica Cehă întinsă pe o suprafață de 2,74 ha, integral pe uscat.

## Localizare
Centrul sitului Hrádecká bahna este situat la coordonatele 49°42′49″N 13°39′28″E / 49.713611°N 13.657778°E.

## Înființare
Situl Hrádecká bahna a fost declarat sit de importanță comunitară în noiembrie 2009 pentru a proteja 1 specie de plante. Situl a fost protejat și ca arie specială de conservare în iulie 2012.

## Biodiversitate
Situată în ecoregiunea continentală, aria protejată nu include niciun habitat protejat.
La baza desemnării sitului se află o specie protejată de  plante: Hamatocaulis vernicosus.